# جاك روبرتس
جاك روبرتس (بالإنجليزية: Jack Roberts)‏ (15 مارس 1910 في المملكة المتحدة - 1 يونيو 1985 بكيب تاون في المملكة المتحدة) هو لاعب كرة قدم بريطاني في مركز الهجوم. لعب مع بورت فايل ونادي ساوثبورت ونادي ليفربول وويغان أتلتيك ومنتخب إنجلترا الوطني لكرة القدم للهواة ‏ ونادي نورثن نومادز.

## وصلات خارجية
- جاك روبرتس على موقع قاعدة بيانات كرة القدم.إي يو (الإنجليزية)